# 今井和子
今井 和子（いまい かずこ、1930年（昭和5年）12月12日 - 2012年（平成24年）10月14日）は、日本の女優、声優。身長157cm、体重55kg。元夫は劇作家の遠藤啄郎。

## 来歴・人物
のちの東京都世田谷区（当時は東京府の郡部）出身。
日劇ダンシングチームに入団するが、足の怪我のために退団。劇団俳優座養成所（5期生）を経て、1956年に劇団青年座に入団。
洋画吹き替えではキャサリン・ヘプバーンやソフィア・ローレン等を担当していた。
2012年10月14日、肺がんのため死去。81歳没。
特技は洋舞、狂言。

## 出演作品（俳優）

### 映画
- 鉄腕アトム 宇宙の勇者（1964年）
- 君も出世ができる（1964年）
- 春婦伝（1965年、日活）
- 荒い海（1969年）
- 混血児リカ（1972年）
- 砂の器（1974年）
- ある子守りの詩（1976年）
- あしたの火花（1977年）
- 遠い一本の道（1977年）
- 東京大空襲 ガラスのうさぎ（1979年）
- 北斎漫画（1981年）
- 本場ぢょしこうマニュアル 初恋微熱篇（1987年）
- お墓と離婚（1993年）
- きけ、わだつみの声 Last Friends（1995年）
- 三文役者（2000年）
- バルトの楽園（2006年）
- 種まく旅人～みのりの茶～（2012年3月17日）

### テレビドラマ
- 東芝日曜劇場（TBS）
  - 第373回「袋を渡せば」（1964年）
  - 第465回「秋の陽炎」（1965年）
  - 第578回「浮かれ猫」（1968年）
  - 第650回「天国の父ちゃんこんにちは」（1969年）
  - 第823回「母の鈴」（1972年）
  - 第1027回「白い闇」（1977年）
  - 第1561回「奥さま代理します」（1977年）
- 三匹の侍（CX）
  - 第4シリーズ 第7話「刺客」（1966年） - きくよ 役
  - 第6シリーズ 第16話「死にたい女」（1969年） - おかん 役
- ありがとう（1970年、TBS）
- 日本沈没（1974年、TBS / 東宝） - 悦子の母親 役
- 銀河テレビ小説 （NHK）
  - 雨やどり（1975年） - 安子
- 俺たちの旅 第44話「友情ってなんでしょう?」（1976年、NTV） - 松井の母親 役
- 前略おふくろ様(2)（1976年 - 1977年、NTV） - ふさこ 役
- ポーラテレビ小説（TBS）
  - 「夫婦ようそろ」（1977年） - さき 役
  - 「おりん」（1979年 - 1980年） - 佐久間とき 役
  - 「元気です!」（1980年 - 1981年） - 伊野山仙 役
- 男たちの旅路 第3部 第3話「別離」（1977年、NHK） - 島津宮子 役
- 大都会 PARTII（1977年 - 1978年、NTV） - 佐伯たつ 役
- 大都会 PARTIII 第2話「白昼のパニック」（1978年、NTV） - 佐藤豊子 役
- NHK大河ドラマ（NHK）
  - 獅子の時代（1980年） - お兼 役
  - 峠の群像（1982年） - かね 役
  - 山河燃ゆ（1984年） - 闇屋の女 役
- マー姉ちゃん（1979年） - 農婦・テツ 役
- 池中玄太80キロ(1)（1980年、NTV）
- サンキュー先生（1980年、ANB）
- 警視-K 第3話「自白への道」（1980年、NTV）- 被害者・平井英子の母
- 熱中時代 教師編第2シリーズ 第22話「豆腐屋とガンマン」（1980年、NTV） - 谷田カネ子 役
- 私は後妻よ（1981年1月 - 2月） - 高井君代 役
- 北の国から（1981 - 1982年、CX） - 北村正子 役
- Gメン'75（TBS） 
  - 第111話「Ｇメン対県警 女子大生殺し」（1977年）−青野茂の母
  - 第167話「交通違反者の復讐」（1978年）− 真一の母
  - 第179話「警察署長室ジャック」（1978年）− 折田の妻
  - 第185話「津軽海峡を渡る片足の男」
  - 第186話「青函連絡船の殺し屋」（1979年）−  松岡清助の母
  - 第204話「ミスター・ブー殺人事件」（1979年）−  きょうじの母
  - 第226話「電話魔」（1979年）− 警視庁第二女子職員寮管理人
  - 第233話「金髪女性連続殺人事件」（1979年）− 岸本カヨ
  - 第340話「闇に囁く連続女性殺人鬼」（1981年） - 土屋シゲ 役
- 立花登 青春手控え 第4話「善人長屋」（1982年、NHK）
- おれたち夏希と甲子園（1982年、NHK）
- だんなさまは18歳 第19話「参った園長の大ノロケ」（1983年、TBS） - 吉良夫人 役
- 月曜ワイド劇場 / 妻は何をしたか（1983年、ANB）
- おしん（1983 - 1984年、NHK） - 川部波江 役
- 特捜最前線 第371話「7月の青春レクイエム」（1984年、ANB）
- ニュードキュメンタリードラマ昭和 松本清張事件にせまる 第12回「天国に結ぶ恋 坂田山心中事件」（1984年、ANB）
- たけしくん、ハイ!（1985年、NHK） - 松原定子 役
- 連続テレビ小説「はね駒」（1986年、NHK）
- 太陽にほえろ! 第707話「いつか見た、青い空」（1986年、NTV） - 菊栄の友人 役
- このこ誰の子?（1986年〜1987年、CX）
- 結婚式 懲りない女と男たちの記念日（1987年12月30日、TBS）
- 水曜ドラマ とっておきの青春（1988年、NHK） - 結婚式場の受付 役
- 火曜サスペンス劇場（NTV）
  - 「浅見光彦ミステリー3 佐渡伝説殺人事件」（1988年）
  - 「下弦の月 -鬼熊事件-」（1990年3月27日放送）
  - 「突然、夫に死なれて」（1990年9月18日放送）
  - 「朝比奈周平ミステリー3 丹後路殺人事件」（1992年）
  - 「弁護士・高林鮎子15 飛騨高山の女」（1994年） - 吉井クニ 役
  - 「地方記者・立花陽介10 伊豆大島通信局」（1997年）
  - 「検事・霞夕子14 早朝の手紙」（1999年）
  - 「いちど死んだ妻」（2000年） - 佐倉夏枝 役
  - 「指名手配 (テレビドラマ)4」（2001年） - 滝田幸江 役
  - 「下町・銭湯騒動記1」（2002年） - 小野寺春子 役
- 土曜ワイド劇場（ANB）
  - 「変身する女・桂木亜紀子」（1988年）
  - 「北の椿は死を歌う」（1989年）
  - 「家政婦は見た!」（1990年 - 2008年） - 旗はたえ 役
  - 「隅田川怪奇連続殺人」（1990年）
  - 「竜飛岬に消えた殺人者」（1997年） - 立花かね 役
  - 「混浴露天風呂連続殺人17」（1997年、ABC） - 宮内初江 役
  - 「法医学教室の事件ファイル16」（2002年）
  - 「新警視庁女性捜査班2」（2007年、EX） - 永井富江 役
- 和宮様御留（1991年、ANB） - 志津 役
- 検事・若浦葉子 第1話「心の扉を開ける鍵・時効不成立! 母子の歪んだ絆が生む幼児殺害事件」（1991年、NTV）
- 江戸を斬るVIII 第24話「贋金の夢を見た」（1994年、TBS / C.A.L） - およね 役
- 水戸黄門 第23部 第14話「母を慕った逃亡者 -敦賀-」（1994年11月7日、TBS / C.A.L） - 国太郎の母 役
- 金曜エンタテイメント（CX）
  - 「二人の母」（1994年）
  - 「天童よしみの歌姫探偵 温泉カラオケ殺人事件」（2002年） - 宿泊客 役
  - 「夏樹静子ミステリー アリバイの彼方に3」（2004年） - 牧野鶴代 役
- その灯は消さない（1996年、THK）
- 月曜ドラマスペシャル （TBS）
  - 「浅見光彦シリーズ」
    - 第3作（1995年） - 津田芳美 役
    - 第7作（1996年） - 平野郁江 役
    - 第8作（1997年） - 佐田登茂子 役

  - 「税務調査官・窓際太郎の事件簿3」（1999年） - 呉服屋の女将 役
  - 「探偵 左文字進1」（1999年） - 柳沼鈴代 役
- はぐれ刑事純情派（1997年、テレビ朝日 / 東映）
  - （1997年）第10シリーズ 第8話「贖罪のラーメン!? 偽証の女」
  - （2002年）第15シリーズ - 小野里子 役
  - （2003年）第16シリーズ 第10話「狙われた六月の花嫁」 - 内田寿美子 役
  - （2005年）ファイナル 第1話「さよなら安浦刑事！殉職！須藤刑事 島原に散る」 - 唐沢泰江 役
- 新・半七捕物帳 第16話「冬の金魚」（1997年、NHK総合） - 太助の母 役
- ディア・フレンド（1999年、TBS）
- 愛の劇場 / 新・天までとどけ（1999年、TBS）
- いばらの償い（2000年、MBS）
- こころ（2003年、NHK）
- 女と愛とミステリー⇒水曜ミステリー9 （TX）
  - 「篝警部補の事件簿」（2003年） - 蕎麦屋の女将 役
  - 「旅行作家・茶屋次郎」
    - 第3作（2003年） - 吉川靜子 役
    - 第5作（2005年） - 山本芳江 役
    - 第7作（2007年） - 岡本直子 役
- 松本清張サスペンス特別企画・霧の旗（2003年、TBS） - 渡辺キク 役
- マンハッタンラブストーリー（2003年、TBS）
- 市原悦子ドラマスペシャル / 大都会の女たち（2004年、TBS）
- 月曜ミステリー劇場
  - 「棟居刑事シリーズ4」（2004年）
  - 「女金融道シリーズ2」（2005年） - 幸田ウメ 役
- 金曜プレステージ
  - 「おばさんデカ 桜乙女の事件帖15」（2007年、CX） - 田沼マツ 役
  - 「検事・霞夕子1」（2011年） - 井上登紀子 役
- モリのアサガオ（2010年、TX） - 前園徳子 役
- 京都地検の女 第6シリーズ（2010年、EX）
- デカワンコ（2011年、NTV）

### 舞台
- 友達
- からゆきさん
- 屋根の上のヴァイオリン弾き
- 智恵子飛ぶ
- 虫たちの日
- 浅草シルバースター
- 殺陣師段平
- フユヒコ

### その他のテレビ番組
- ライオンのいただきます（CX）
- 一枚の写真（CX）
- マジカル頭脳パワー!! / マジカルミステリー劇場 第45話「パリ画伯の謎」（1992年、NTV） - 川村うめ

## 出演作品（声優）

### テレビアニメ
- 青春アニメ全集
  - 「伊豆の踊り子」（おたつ）
  - 「あすなろ物語」（おりょう）
- ワイルドアームズ トワイライトヴェノム（ライラ・マーガレット）

### 劇場アニメ
- 鉄腕アトム 宇宙の勇者（1964年）
- クレオパトラ（カルパーニア）

### 吹き替え

#### 俳優
キャサリン・ヘプバーン
- 赤ちゃん教育（東京12チャンネル版）
- 偽装の女（NHK版）
- 心の痛手
- 勝利の朝（NHK版）
- 女性の反逆

ソフィア・ローレン
- イタリア式奇跡
- 失われたものゝ伝説（NET版、TBS版）
- エル・シド（フジテレビ版）
- 鍵（NET版）
- 島の女（旧NET版、新NET版）
- ふたりの女（NET版）
- 誇りと情熱（NET版）
- レディL（NET版）

#### 映画
- 悪魔の沼（ハッティ〈キャロリン・ジョーンズ〉）
- アダムス・ファミリー（ピンダーシュロス）※日本テレビ版
- エルダー兄弟（メアリー〈マーサ・ハイヤー〉）※フジテレビ版
- エンドレス・ラブ（アン〈シャーリー・ナイト〉）※日本テレビ版
- 好奇心（クララ〈レア・マッサリ〉）
- ゴースト/ニューヨークの幻（オダ・メイ・ブラウン〈ウーピー・ゴールドバーグ〉）※フジテレビ版
- サムライ（ヴァレリー〈キャティ・ロジェ〉）※日本テレビ版
- スタア誕生（エスター〈ジュディ・ガーランド〉）※NHK版
- スティーヴン・キングのザ・スタンド（ルビー・ディー）
- ステラ（ステラ・クレア〈ベット・ミドラー〉）※日本テレビ版
- 戦雲（カーラ〈ジーナ・ロロブリジーダ〉）
- 大海賊（クレア・ブルーム）※NHK版
- 大砂塵（エマ〈マーセデス・マッケンブリッジ〉）※テレビ新録版
- 田園交響楽（ピエット〈アンドレ・クレマン〉）
- ドク・ハリウッド（老婦人リリアン〈フランシス・スターンハーゲン〉）※フジテレビ版
- ビアンカ（ビアンカ〈クラウディア・カルディナーレ〉）
- 二つの世界の男（ベッチーナ〈ヒルデガルド・ネフ〉）※NHK版
- ホーム・フォー・ザ・ホリデイ（アデル〈アン・バンクロフト〉）
- わが恋は終りぬ（パトリシア・モリソン）

#### ドラマ
- アボンリーへの道（マリラ・カスバート）
- 0011ナポレオン・ソロ（マンディ/バーバラ・フェルダン）#21
- タイムトンネル「火山の島」（イブ/エレン・マクレー(現エレン・バーンスティン)）
- TVキャスター マーフィー・ブラウン（エイバリー・ブラウン）
- 逃亡者 (1963年のテレビドラマ)（ハル夫人/ノーマ・クレーン）#57、#101
- 遥かなる西部（バーバラ・カレラ）
- 不思議なオパール（モソップ）
- 名探偵ダウリング神父（マリー）
- モール・フランダース~運命の女（レミュエルの母）#02

### 人形劇
- ひょっこりひょうたん島（リメイク版）（魔女パトラ）